# 菊豆
『菊豆（チュイトウ）』（ちゅいとう、原題：菊豆）は1990年に製作された中国・日本合作映画。張芸謀（チャン・イーモウ）と楊鳳良（ヤン・フォンリャン）が監督、鞏俐（コン・リー）主演。

## 概要
原作は劉恒（リウ・ホン）の同名小説（市川宏訳、徳間文庫、原題『伏羲伏羲』）で、それを読んだ張芸謀（チャン・イーモウ）監督が映画化するために劉恒に脚本執筆も依頼し、中国映画の輸入配給をする日本の東光徳間が中国側の企画に出資として参加することになった。
物語の舞台は原作では農家だったが、映像的な効果を狙って染物屋に変更され、さらに実際には存在しない大規模な染物機械が登場している。一人の女が辿る運命を軸に、20世紀初頭の中国の因習、エロス、因果応報などをテーマにした物語である。
撮影は、安徽省黄山市黟県で行われた。鞏俐（コン・リー）は撮影が始まる前に2か月以上かけて村の生活を体験した。劇中人物である菊豆（チュイトウ）が精神的に落ち込む設定だったため鞏俐も撮影中ずっと憂鬱な気分を抱え、撮影後も憂鬱な感情を引きずったために北京に戻った後、病気になってしまったという。
第63回アカデミー賞外国語映画賞ノミネート。第43回カンヌ国際映画祭ルイス・ブニュエル賞受賞。中国本国では上映禁止となった。
2024年にはHDレストア版が上映された。

## あらすじ
1920年代の中国。大金を積んだ50歳過ぎの染物屋・楊金山のもとに売られて嫁いできた若い女・菊豆（チュイトウ）。金山は前妻二人も虐待により死に至らしめるという札付きのサディストであった。金山には子を作る能力がなかったが、それを知らない彼は子が出来ない怒りを菊豆にぶつけ、毎日のように折檻を繰り返す。
同居する金山の甥・天青は菊豆に同情し、菊豆もまた天青に惹かれていく。入浴中に覗き見られていることから、菊豆は天青が自分に思いを寄せていることに気づき、2人は不倫関係に落ちる。やがて菊豆は天青の子供を身ごもり、生まれた男の子は「天白」と名付けられ、金山と菊豆の子として育てられる。
ある時脳卒中を起こし身体が不自由になった金山に、菊豆は復讐のように天白が彼の子ではないことを明かす。菊豆と天青の裏切りに怒り狂い、しばらくは天白に辛く当たっていた金山だが、次第に愛情が芽生えてゆく。しかしその矢先、金山は天白と遊んでいる最中に誤って染料の池に落ちて溺死する。皮肉にも、それまで笑ったことのなかった天白は、金山の死にゆく姿を前に生まれて初めての笑顔を見せた。
金山亡き後、菊豆と天青は実質内縁の夫婦となり天白を可愛がる。しかし、長じて事実を知った天白は実の父親である天青に憎しみを抱き彼を殺害。ショックのあまり錯乱した菊豆は自ら家に火をつけ、燃え盛る炎の中に立ち尽くすのだった。

## キャスト
- 菊豆（チュイトウ）：鞏俐（コン・リー）（吹替：小山茉美）
- 楊天青（ヤン・ティエンチン）：李保田（リー・パオティエン）（吹替：富山敬）
- 楊金山（ヤン・チンシャン）：李緯（リー・ウェイ）
- 楊天白（ヤン・ティエンパイ）〔子役〕：張毅（チャン・イー）
- 楊天白（ヤン・ティエンパイ）〔少年〕：鄭建（チェン・チエン）

## スタッフ
- 監督：張芸謀（チャン・イーモウ）、楊鳳良（ヤン・フォンリャン）
- 原作：劉恒（リウ・ホン）『菊豆（チュイトウ）』
- 脚本：劉恒（リウ・ホン）
- 撮影：顧長衛（クー・チャンウェイ）、楊輪（ヤン・ルン）
- 美術：曹久平（ツアオ・チウピン）、夏儒今（シァ・ルージン）
- 録音：李嵐華（リー・ランホワ）
- 編集：杜媛 （トー・ユアン）
- 音楽：趙季平（チャオ・チーピン）
- 製作総指揮：徳間康快、張文澤、胡健
- 製作：森繁、加藤博之、趙漢皐

### 日本語版
初回放送1992年9月5日 テレビ朝日「ウィークエンドシアター」
- 制作：ザック・プロモーション[3]